# Escopeta semiautomática

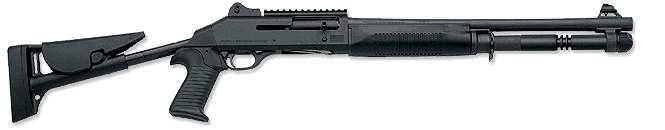
Escopeta semiautomática Benelli M4 Super 90.

Una escopeta semiautomática es un arma semiautomática capaz de disparar un cartucho cada vez que se aprieta el gatillo, sin necesidad de recargar manualmente. Estas armas emplean el gas del disparo o la energía del retroceso para accionar su mecanismo, eyectar el cartucho vacío e introducir un nuevo cartucho en la recámara.
Muchas escopetas semiautomáticas también ofrecen un modo manual de operación opcional, como la acción de bombeo o mediante la manija de su cerrojo. 

## Escopetas semiautomáticas
- Benelli M3
- Benelli M4 Super 90
- Browning Auto-5

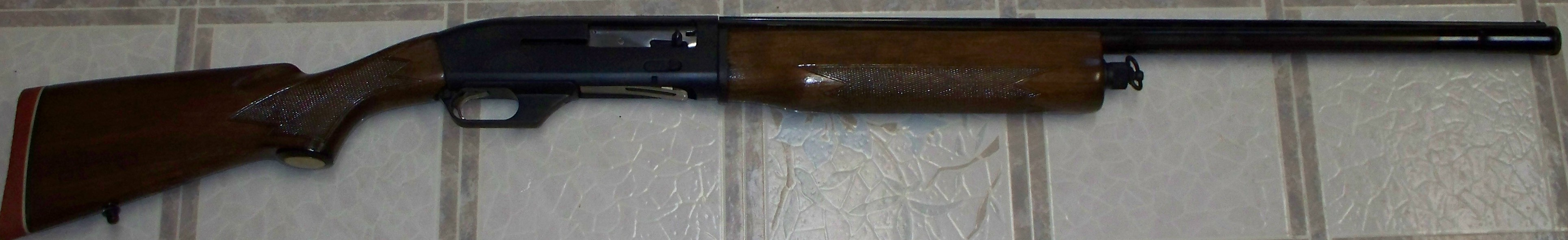
Una Ithaca Mag-10.

- Daewoo USAS-12 (versiones semiautomáticas para uso civil)
- SPAS-12
- SPAS-15
- High Standard Modelo 10
- MTs 21-12 (МЦ 21-12) - primera escopeta semiautomática soviética[1]
- Remington 1100
- Saiga-12 ("Сайга-12")